# Witold Płóciennik
Witold Płóciennik (ur. 4 stycznia 1970 w Zielonej Górze) – polski operator filmowy.
Absolwent Wydziału Operatorskiego i Realizacji Telewizyjnej PWSFTviT w Łodzi (dyplom w 2006). Członek Stowarzyszenia Autorów Zdjęć Filmowych. Laureat Nagrody za zdjęcia na Festiwalu Polskich Filmów Fabularnych w Gdyni.

## Wybrana filmografia
jako autor zdjęć:
- Wymyk (2011)
- Za niebieskimi drzwiami (2016)
- Stulecie Winnych (2019) - serial, odc. 1-13
- Ikar. Legenda Mietka Kosza (2019)
- Zieja (2020)
- Święto ognia (2023)

## Wybrane nagrody
- 2015: Nagroda za zdjęcia do spektaklu Walizka na Festiwalu Polskiego Radia i Teatru Telewizji Polskiej „Dwa Teatry”[1]
- 2019: Nagroda za zdjęcia do filmu Ikar. Legenda Mietka Kosza na Festiwalu Polskich Filmów Fabularnych w Gdyni[2]
- 2020: Nagroda Główna w Konkursie Filmów Polskich na Międzynarodowym Festiwalu Sztuki Autorów Zdjęć Filmowych „Camerimage” w Toruniu za zdjęcia do filmu Zieja[3]